# Старе-Джевце
Старе-Джевце (пол. Stare Drzewce) — пассажирская и грузовая железнодорожная станция в селе Нове-Джевце в гмине Шлихтынгова, в Любуском воеводстве Польши. Имеет 2 платформы и 2 пути.
Станция на железнодорожной линии Лодзь-Калиская — Форст, построена в 1857 году, когда эта территория была в составе Королевства Пруссия.